# Siège de Gandja (1734)
Guerre perso-ottomane de 1730-1735
Le siège de Gandja s'est déroulé durant la dernière phase de la guerre perso-ottomane de 1730-1735 et s'est soldé par la reddition de la ville par sa garnison ottomane après une défense courageuse rendue vaine par la destruction de la principale armée turque qui marchait à sa rescousse lors de la bataille de Baghavard.

## Siège

### Déroulement
Après avoir mis en déroute une armée ottomane et l'avoir dispersée dans les montagnes de l'Avarestan, Nader marche vers l'ouest et arrive aux portes de Ganja le 3 novembre, où il entreprend d'encercler la ville. La garnison ottomane, forte de 14 000 hommes, se retire dans l'imposante citadelle où elle attend l'assaut perse. Nader ordonne le déploiement de quelques canons sur le toit d'une mosquée, mais la batterie d'artillerie est mise hors d'état de nuire par les canons ottomans avant même d'avoir pu commencer à bombarder les créneaux de la citadelle.
Faute d'artillerie de siège, les Perses envoient des sapeurs creuser sous terre pour atteindre les murs de la citadelle par en dessous, mais les Turcs reçoivent à temps des rapports de renseignements révélant l'intention des assiégeants. En creusant des tunnels, les Perses et les Ottomans se retrouvent sur le chemin l'un de l'autre, ce qui leur permet d'en venir aux mains dans un combat au corps à corps. Les Perses réussissent à faire exploser six charges, tuant 700 défenseurs ottomans, mais ne réussissent pas à atteindre leur objectif principal, qui est de détruire les murs de la citadelle. Les Perses perdent également 30 à 40 hommes.
Nader participe à ces efforts de très près. Il est même éclaboussé par la cervelle et le sang d'un de ses gardes du corps tué par un boulet de canon. Les Russes envoient un ingénieur et quelques canons de siège, mais ceux-ci ne contribuent guère à faire basculer la bataille.

### Fin
Des rapports commencent à parvenir à Nader concernant le départ de Koprulu Pacha de Kars qui le conforte dans son intention d'engager l'armée perse. Nader qui, à ce moment est trop impatient d'abandonner le siège qui se prolonge pour se rendre sur le terrain où il est à nouveau dans son élément, se réjouit de cette occasion de rechercher la force de secours ottomane pour l'écraser. Après avoir placé ses troupes autour de Tiflis et d'Erevan, Nader rassemble le reste de ses hommes et marche vers l'ouest. Une armée ottomane d'environ 130 000 hommes (selon Astarabadi, l'historien de la cour de Nader) sous les ordres de Koprulu Pacha a été décimée par l'avant-garde de Nader, qui ne comptait que 15 000 hommes environ, lors de la bataille de Baghavard.
La disparition de Koprulu pacha et de son armée a anéanti tout espoir de secours extérieur pour la garnison de Ganja, au point qu'elle a fini par abandonner et se rendre le 9 juillet 1735.